# Иван Василев (бизнесмен)
Иван Василев е бивш български футболист, нападател, бизнесмен. Собственик на ПФК Локомотив (София). Собственик на компанията „Де-Джорджо“ ЕООД, която е представител на електронния гигант Fujitsu, козметичната фирма „Malizia“, авто - сервиз „Маями 33“  и испанската фирма за спортна екипировка Joma за България. Собственик е на бутиковият хотел-ресторант „Casa Boyana“ и на развлекателният клуб „Club33“ .

## Кратка биография
Юноша е на столичния Локомотив (Сф). Дебютира в А ПФГ на 18 ноември 1978 г. в Дупница на мача срещу ФК Марек (Дупница). Общо в А група, с екипа на Локомотив Василев е изиграл 98 срещи и е автор на 16 гола.
Играл е още за отборите на ФК Сливнишки герой (Сливница), ПФК Хасково (Хасково), Волов (Шумен), ПФК Монтана (Монтана), малтийските ФК Биркиркара, ФК Балзан и ФК Сейнт Патрик, както и в Кипър и Швеция.
През август 2015 г. стана основател на новия Локомотив 1929.
На 12 октомври 2021 г. е член на ИК на БФС.